# Pont du dragon
Le Dragon River Bridge ou Dragon Bridge (en vietnamien : Cầu Rồng) est un pont suspendu  à tablier suspendu qui franchit le fleuve Han à Đà Nẵng, au Viêt Nam. Il s'agit d'un pont routier à six voies avec deux voies pédestres.
Ses arcs reprennent la silhouette d'un dragon et la tête de ce dernier peut cracher du feu.
Le pont est une attraction touristique en particulier le samedi soir quand la tête du dragon crache du feu (grâce à un lance-flammes intégré dans la tête du dragon), ce qui attire de nombreux touristes.

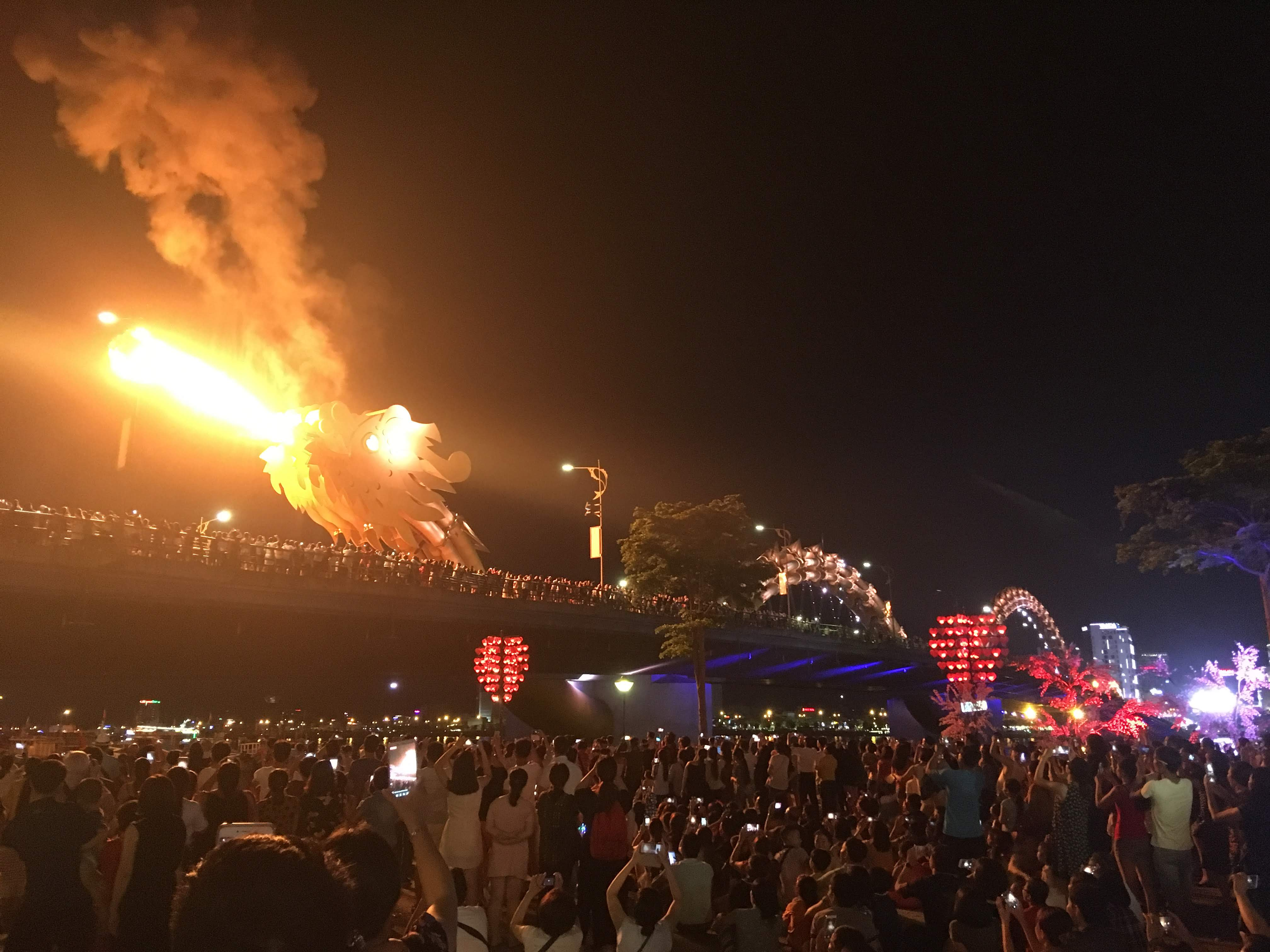
Dragon Bridge de Da Nang, la nuit (2018)